# 木村光久
木村 光久（きむら みつひさ、1930年 京都市 - 1996年9月10日 京都市）は、日本の漫画家。のちに剪紙作家となり木村 祥刀（きむら しょうとう）を名乗る。本名：木村 祥一（きむら しょういち）、漫画家としてのペンネームはほかに木村 ただし（きむら ただし）、京 さゆり（きょう さゆり）などがあり、近年再評価の気運にある劇画作家木村 仁（きむら じん）と同一人物である。

## 筆名
以下に筆名を整理する。
- 木村 祥一（きむら しょういち） - 本名[1]
- 木村 光久（きむら みつひさ）[1][2]
- きむら 光久（きむら みつひさ）
- 木村 ただし（きむら ただし）[2]
- きむら ただし（きむら ただし）[2]
- 木村 光志（きむら みつじ）[2]
- 京 さゆり（きょう さゆり）[3]
- 木村 仁（きむら じん）[1]
- 希村 仁（きむら じん）
- 貴村 光（きむら こう）
- 木村 祥刀（きむら しょうとう） - 剪紙[1]

## 来歴・人物

### 画家・漫画家として
1930年（昭和5年）、京都市東山区五条坂に生まれる。祖父は陶芸家6代目木村清山（木村仙之助）、父は同7代目木村清山であり歌人の木村二瓶子、母は華道家であり茶道家の木村宗良、同志社大学教授の稲本健二は従弟、映画プロデューサーでエッセイストの木村立哉は甥である。挿絵画家の江川みさおは義姉にあたる。
京都市立美術工芸学校（現在の京都市立銅駝美術工芸高等学校）から、「飛び級」で通常よりも1年早く、京都市立美術専門学校（現在の京都市立芸術大学）に入学する。幼少から陶芸に才能を発揮したが、陶芸家の道へは進まずに上京し、岩田専太郎、長崎抜天に師事する。初期にはおもに小説の挿絵などを発表した。
1950年代から、木村 光久として、少女マンガや少年マンガを発表、同時期に京都から上京した漫画家の吉田竜夫、辻なおきらとの親交は深かった。1959年（昭和34年）に集英社に入社した、佐治輝久（のちの『ぶ〜け』創刊編集長）が同年初めて担当した作家が木村であり、木村は「少女ブック」で佐治担当のもと『まつばちゃん』（1959年）を発表している。1960年（昭和35年）、挿絵画家・江川みさおの実妹・岡田静江と結婚する。1963年（昭和38年）に「週刊少年マガジン」（講談社）に発表した『風雲からす』は、吉田の起こした「竜の子プロ」が「構成」にクレジットされている。「ボーイズライフ」（小学館）に発表した『マット・ヘルム・シリーズ』（原作ドナルド・ハミルトン、1968年 - 1969年）に「木村 仁」と署名している。

### 剪紙作家として
1973年（昭和48年）、劇画を発表する傍ら、中国の民間芸術「剪紙」に触れ、その手法を学び、1982年（昭和57年）には、木村 祥刀名義で国鉄京都駅（現在のJR京都駅）の「京都駅ギャラリー」で剪紙「能」画個展を開く。同年、「京都府主催工芸産業技術展」に『文楽』が入選を果たす。1989年（平成元年）には、京都国際ホテル（藤田観光）の「京都国際ホテルギャラリー」で個展を開催するほか、個展を数回開く。
1994年（平成6年）10月から、「京都新聞」紙で『昭和ひとけた京育ち』を週3回、約1年間にわたる連載を開始する。翌1995年（平成7年）4月、同市北区の「関西電力ミュージアム」で、88作を選んだ作品展『京都発！昭和ひとけた子供の時代』を開催する。同年8月9日付作品『防空壕』では、1945年（昭和20年）1月16日の京都空襲（馬町空襲）について言及しており、同作をもって『昭和ひとけた京育ち』全110回の連載を終了している。
1996年（平成8年）9月10日、『京の子供の遊び唄』シリーズの制作の途上、死去する。66歳没。

### 没後
一周忌にあたる1997年（平成9年）8月、京都市中京区姉小路通での「姉小路行灯会」（「姉小路界隈を考える会」主催）において、会場におけるライトアップ、ならびに行灯に剪紙作品が使用され、同年以降継続する。
没後7年を迎えた2003年（平成15年）4月21日 - 同年6月7日、時代劇専門チャンネルが放送した『朗読 鬼平犯科帳』第三話『血頭の丹兵衛』（全7回）において、野間脩平アナウンサーによる朗読のバックに剪紙作品が使用される。同年8月、「プラッツ近鉄」京都店で、未発表作であった『京の子供の遊び唄』シリーズを含む原画展が開催された。同年には、木村光志名義で1960年代に東京漫画出版社で描いた『踏まれても』が、唐沢俊一らの東京文化研究所が復刻したアンソロジー『踏まれても 全日本少女不幸選手権』（UA!ライブラリー13・貸本漫画復刻）に収録される。
2010年（平成22年）2月24日、男前豆腐店が発売した「やさしくとろけるケンちゃん」のパッケージのキャラクターに、『昭和ひとけた京育ち』シリーズの『豆腐屋さん』が採用された。
没後15年を迎えた2011年（平成22年）10月21日 - 同年12月4日には、京都市東山区の高台寺・北書院、および圓徳院で、秋の特別展「木村祥刀 切り絵の世界『昭和ひとけた京育ち』」として、同シリーズ全作品が展示された。同年10月22日には、京都でホームムービーの日（「ホームムービーの日in京都」）が行われ、木村がかつて撮影した8mmフィルム作品を世話人・柴田幹太や野村雅夫らが調査・発掘し、当日上映された。かつて1974年（昭和49年）5月12日に木村が、シングル8で撮影した短篇フィルム作品『日吉っさんのお祭り』が、「第9回ホームムービーの日 今年の一本」に選定された。

## 作品

### 1950年代
- 『西瓜と少年』、文高橋与一、芳文社「痛快ブック」、1950年代 - 挿画[13]
- 『星かがやけり』、文藤口透吾、芳文社「痛快ブック」、1950年代 - 挿画[13]
- 『雪の高原よさようなら』、文藤口透吾、芳文社「痛快ブック」、1950年代 - 挿画[13]
- 『うずまくダイヤ』、光文社「少女」、1955年 - 絵物語
- 『父さんはいきている』、光文社「少女」、1950年代
- 『あした咲く花』、文長谷川幸延、光文社「少女」2月号、1955年 - 絵物語
- 『黒いキツネ』、光文社「少女」、1956年 - 絵物語
- 『はしる東京』、光文社「少女」夏休みの増刊号、1956年
- 『お力ちゃん』、光文社「少女」別冊付録、1956年
- 『おとうさんあぶない』、文高木純行、光文社「少女」新年号、1957年 - 絵物語
- 『あと5分!』、文小山勝清、光文社「少女」正月増刊号、1957年 - 絵物語
- 『不良少女はるみ』、光文社「少女」新年号 - 2月号、1957年
- 『すずをならす子』、文島守俊夫、光文社「少女」、1957年 - 絵物語
- 『小鳩よなぜなくの』、集英社「少女ブック」夏の増刊号、1957年
- 『たそがれの悲曲』、作大鹿ひでお、中村書店「ナカムラマンガシリーズ」、1957年 - 表紙画のみ
- 『かなしき白鳥』、きむら光久名義、集英社「少女ブック」連載、1957年 - 1958年
- 『白雪日記』、集英社「少女ブック」、1950年代
- 『ふたりのねがい』、集英社「少女ブック」、1958年 - 1959年
  - 単行本 : 集英社少女漫画文庫13、集英社、1959年[14]
- 『赤いぽっくり』、集英社「少女ブック」増刊号、1958年
- 『そよかぜの天使』、秋田書店「ひとみ」11月号、1958年
- 『ごめんなさいおねえさん!』、集英社「少女ブック」新年増刊号、1959年
- 『東京の山田美智子さんのほんとうにあったかなしいお話です』、光文社「少女」新年号、1959年
- 『しあわせのちかい』、集英社「少女ブック」春の増刊号、1959年
- 『みつばち少女』、秋田書店「ひとみ」、1959年
- 『まつばちゃん』、集英社「少女ブック」、1959年

### 1960年代
- 『花びら少女』、秋田書店「ひとみ」、1960年
- 『なげられた小石』、光文社「少女」7月号、1960年
- 『まゆみのやくそく』、案神之峯城、講談社、1961年[15]
  - 「たのしい二年生」、1961年1月 - 同年3月連載
    - 別冊付録 : 講談社「たのしい二年生」2月号（第4巻第11号）、1961年2月1日発行[16]

  - 「たのしい三年生」、1961年5月 - 同年6月連載
- 『こんにちはチコです』、講談社「たのしい二年生」、1961年4月 - 同年10月連載
  - 別冊付録 : 講談社「たのしい二年生」9月号（第5巻第6号）、1961年9月1日発行[17]
- 『たんていたかちゃん』、案神之峯城、講談社「たのしい一年生」、1961年10月 - 1962年2月連載[18]
  - 別冊付録 : 講談社「たのしい一年生」12月号（第6巻第9号）、1961年12月1日発行[19]
- 『町は青空』、木村ただし名義、案神之峯城、講談社「少年クラブ」1月号 - 12月号連載、1962年[20]
  - 別冊付録 : 講談社「少年クラブ」3月号（第49巻第3号）、1962年3月1日発行[21]
- 『真理子のプレゼント』、きむらただし名義、集英社「りぼん」、1962年
- 『小公女』、原作バーネット、集英社『世界名作絵物語全集』第1巻、1962年11月20日 - 絵物語[22]
- 『風雲からす丸』、講談社「週刊少年マガジン」、1963年
- 『はしれ一文字』、講談社「ぼくら」6月号 - 8月号、1963年
- 『少年航空戦記 ゼロ戦特攻隊』、講談社「ぼくら」連載、1963年 - 1964年
  - 別冊付録 : 講談社「ぼくら」12月号（第9巻第12号）、1963年12月1日発行[23]
  - 別冊付録 : 講談社「ぼくら」1月号（第10巻第1号）、1964年1月1日発行[24]
- 『おてんばと舞妓はん』、京さゆり名義、東京漫画出版社「バンビ・ブック」シリーズ、1960年代
- 『おてんば面白相』、京さゆり名義、東京漫画出版社「バンビ・ブック」シリーズ、1960年代
- 『ボーイフレンドができちゃったぁ』、京さゆり名義、東京漫画出版社「バンビ・ブック」シリーズ、1960年代
- 『舞妓のお姉さん』、京さゆり名義、東京漫画出版社「バンビ・ブック」シリーズ、1963年
- 『現代っ子探偵』、京さゆり名義、東京漫画出版社「バンビ・ブック」シリーズ、1964年
- 『おてんば大行進』、京さゆり名義、東京漫画出版社「バンビ・ブック」シリーズ、1965年
- 『おてんばもお年ごろ』、京さゆり名義、東京漫画出版社「バンビ・ブック」シリーズ、1965年
- 『おけらが泣いた』、木村光志名義、東京漫画出版社「現代青春ドラマ」シリーズ、1960年代
- 『踏まれても』、木村光志名義、東京漫画出版社「現代青春ドラマ」シリーズ、1960年代 - 2003年7月復刻
- 『キューポラのある街』、木村光志名義、原作早船ちよ、講談社「なかよし」、1966年
  - 別冊付録 : 講談社「なかよし」9月号（第12巻第11号）、1966年9月1日発行[25]
- 『チャームチャームトコちゃん』、木村光志名義、講談社「週刊少女フレンド」、1966年
- 『可愛い悪魔』、東京ロマン社、1966年
- 『幼ない獣』、東京ロマン社、1960年代後半
- 『渚の孤独』、東京ロマン社、1966年代後半
- 『ああ、はじめての恋』、東京ロマン社、1966年代後半
- 『マット・ヘルム・シリーズ（英語版）』、木村仁名義、原作ドナルド・ハミルトン（英語版）、小学館「ボーイズライフ」連載、1968年 - 1969年
  - 『マット・ヘルム 抹殺部隊（英語版）』、小学館「ボーイズライフ」11月号（第6巻第8号） - 12月号（第6巻第9号）、1968年11月 - 同年12月発行[26][27]
  - 『マット・ヘルム 掠奪部隊（英語版）』、小学館「ボーイズライフ」1月号（第6巻第10号） - 3月号（第6巻第12号）、1969年1月 - 同年3月発行[28][29][30]
- 『女族連盟』、木村仁名義、小学館「ビッグコミック」、1968年
- 『氷点』、木村仁名義、原作三浦綾子、小学館「ジュニア文芸」1月号（第3巻第1号） - 5月号（第3巻第5号）連載、1969年
- 『エデンの海』、木村仁名義、原作若杉慧、小学館「ジュニア文芸」6月号（第3巻第6号） - 9月号（第3巻第9号）連載、1969年
- 『10月13日の廃坑』、木村仁名義、原作かわだこう、平凡出版「週刊平凡」第11巻第38号、1969年9月[31]
- 『底なし沼の悲劇』、木村仁名義、原作かわだこう、平凡出版「週刊平凡」第11巻第39号、1969年10月[32]
- 『ある殺人』、木村仁名義、平凡出版「週刊平凡」第11巻第41号、1969年10月[33]
- 『夫殺し』、木村仁名義、平凡出版「週刊平凡」第11巻第42号、1969年10月[34]
- 『妻の復讐』、木村仁名義、平凡出版「週刊平凡」第11巻第43号、1969年10月[35]
- 『怪盗リカ』、木村仁名義、平凡出版「週刊平凡」第11巻第44号、1969年11月[36]
- 『嫉妬狂い』、木村仁名義、平凡出版「週刊平凡」第11巻第45号、1969年11月[37]
- （タイトル不明）、木村仁名義、平凡出版「週刊平凡」第11巻第46号、1969年11月[38]
- 『毒殺』、木村仁名義、平凡出版「週刊平凡」第11巻第47号、1969年11月[39]

### 1970年代
- 『ああ初恋』、木村仁名義、小学館「ジュニア文芸」5月号（第4巻第5号）、1970年5月[40]
- 『カザノバ情史』、木村仁名義、『木村仁傑作集』、芸文社「漫画天国」1970年9月30日増刊、1970年9月30日発行
- 『美智子さま愛の37年』、木村仁名義、集英社「週刊明星」第14巻第44号通巻692号、1971年10月[41]
- 『貴日止ぼうや』、木村仁名義、パーフェクトリバティ「PL」、1974年 - 1975年 - 御木貴日止伝記

### 1980年代
- 『剪紙「能」画シリーズ』、木村祥刀名義、1982年
- 『文楽』、木村祥刀名義、1982年 - 「京都府主催工芸産業技術展」入選

### 1990年代
- 『昭和ひとけた京育ち』、木村祥刀名義、「京都新聞」、1994年 - 1995年
- 『京の子供の遊び唄』、木村祥刀名義、1996年

### フィルム
8mmフィルム作品の発掘・上映された一覧である。
- 『下田』（シングル8、1969年撮影、2012年発掘・公開） - 静岡県下田市内
- 『熱海』（シングル8、1969年撮影、2012年発掘・公開） - 静岡県熱海市内
- 『奈良』（シングル8、1969年撮影、2012年発掘・公開） - 奈良県奈良市内
- 『茅ヶ崎』（シングル8、1969年撮影、2012年発掘・公開） - 神奈川県茅ヶ崎市内
- 『運動会』（シングル8、1973年撮影、2012年発掘・公開） - 京都市立修道小学校（廃校）
- 『日吉っさんのお祭り』（1974年5月12日撮影、2012年発掘・公開） - 京都府京都市東山区・新日吉神宮、「第9回ホームムービーの日 今年の一本」選定（2012年）
- 『嵐山』（シングル8、1970年代撮影、2012年発掘・公開） - 京都府京都市西京区・嵐山

## 書籍
- 『ふたりのねがい』、「集英社少女漫画文庫」13、集英社、1959年
- 『小公女』、原作バーネット、「世界名作絵物語全集」第1巻、集英社、1962年11月20日

## 関連事項
- 吉田竜夫
- 辻なおき
- 東京漫画出版社
- マット・ヘルム（英語版）
- ドナルド・ハミルトン（英語版）
- 男前豆腐店